# For Those About to Rock We Salute You
For Those About to Rock We Salute You är ett musikalbum av den australiska hårdrockgruppen AC/DC, utgivet 23 november 1981. Det var gruppens första album att nå förstaplatsen på Billboardlistan, och ända fram till Black Ice.
Albumet var gruppens tredje och sista i samarbete med producenten Robert John "Mutt" Lange. Titeln är inspirerad av en fras som romerska gladiatorer sägs ha hälsat kejsaren med, nos morituri te salutamus, "vi som ska dö hälsar dig".

## Låtlista
Samtliga låtar är skrivna av Angus Young, Malcolm Young och Brian Johnson.
1. "For Those About to Rock (We Salute You)" – 5:44
2. "Put the Finger on You" – 3:25
3. "Let's Get It Up" – 3:54
4. "Inject the Venom" – 3:30
5. "Snowballed" – 3:23
6. "Evil Walks" – 4:23
7. "C.O.D." – 3:19
8. "Breaking the Rules" – 4:23
9. "Night of the Long Knives" – 3:25
10. "Spellbound" – 4:39

## Medverkande
- Brian Johnson - Sång
- Angus Young - Sologitarr,
- Malcolm Young - Kompgitarr, Bakgrundssång
- Cliff Williams - Elbas, Bakgrundssång
- Phil Rudd - Trummor,
- Robert Lange - musikproducent